# Христиан (Насау-Диленбург)
Кристиан фон Насау-Диленбург (на немски: Christian von Nassau-Dillenburg; * 12 август 1688, дворец Диленбург; † 28 август 1739, Щрасеберсбах, днес част от Дицхьолцтал) е княз на Насау-Диленбург от 1724 г. до смъртта си. Той е последният от неговата линия, която започва през 1606 г. с граф Георг фон Насау-Диленбург.

## Биография
Той е син на княз Хайнрих фон Насау-Диленбург (1641 – 1701) и съпругата му принцеса Доротея Елизабет от Силезия-Лигница-Бриг (1646 – 1691), дъщеря на херцог Георг III фон Бриг и София Катерина фон Силезия-Мюнстерберг-Оелс.
Кристиан следва в университета в Лайден, където се интересува от математика. През 1708 г. той влиза като майор на инфантерията в холандската войска. През 1711 г. е полковник и се бие в Испанската наследствена война. През 1713 г. той се връща в Германия и резидира в Хадамар.
През 1724 г. Кристиан наследява по-големия си брат Вилхелм II. Като глава на Отонската линия той сключва през 1736 г. наследствен договор с Карл Август фон Насау-Вайлбург от Валрамската линия, за да се избегне по-нататъшно раздробяване на страната.
След няколко години Кристиан умира по време на лов. Неговите владения са поделени между Вилхелм IV фон Насау-Диц и Вилхелм Хиацинт фон Насау-Зиген.

## Фамилия
Кристиан се жени на 15 април 1725 г. в двореца „Ораниенщайн“ в Диц за принцеса Изабела фон Насау-Диц (* 22 януари 1692; † 18 септември 1757), дъщеря на княз Хайнрих Казимир II фон Насау-Диц и принцеса Хенриета Амалия фон Анхалт-Десау. Бракът е бездетен.